# كاثرين ويليس
كاثرين ويليس (بالإنجليزية: Katherine Willis)‏ هي ممثلة أمريكية، ولدت في 2 مايو 1971 في تونغا.

## أعمال

### أفلام
- (2004) أضواء ليلة الجمعة

## وصلات خارجية
- كاثرين ويليس على موقع IMDb (الإنجليزية)
- كاثرين ويليس على موقع قاعدة بيانات الفيلم (الإنجليزية)